# Чемпионат СССР по водному поло 1962
XXII чемпионат СССР по водному поло (XX чемпионат для клубных команд) проходил с 3 марта по 2 декабря 1962 года. Победителем стало московское «Динамо».

## Общая информация
В целях расширения географии водного поло и подготовки к Спартакиаде народов СССР 1963 года количество участников класса «А» по сравнению с прошлым сезоном было увеличено ещё на 8 команд, в результате чего в чемпионате были представлены коллективы из всех союзных республик. Дебютантами сильнейшего дивизиона стали «Даугава» (Рига), «Динамо» (Ташкент), «Жальгирис» (Каунас), «Захмет» (Ашхабад), СКИФ (Алма-Ата), СКИФ (Ереван) и «Спартак» (Душанбе), а из класса «Б» вернулись московские «Трудовые резервы» и тбилисский «Буревестник», заменившие ленинградский СКИФ.
На предварительном этапе команды класса «А» были разбиты на четыре группы, в которых сыграли в один круг. По две лучших команды из каждой группы вышли в финальную группу, где сыграли в два круга и определили призёров чемпионата. Команды, занявшие в группах 3—4-е места, в финале оспорили итоговые 9—16-е места, аутсайдеры предварительного этапа сыграли за 17—24-е места.
В шестой раз подряд чемпионский титул выиграло московское «Динамо», в пятый раз подряд команда Николая Малина прошла весь турнир без поражений, а в этом сезоне вовсе не отдала соперникам ни одного турнирного очка, одержав победы во всех 18 сыгранных матчах. Шестикратными чемпионами СССР в составе «Динамо» стали центральный нападающий и капитан команды Пётр Мшвениерадзе, полузащитник Анатолий Карташов и защитник Юрий Шляпин. Серебряные награды чемпионата выиграло тбилисское «Динамо», а бронзовые — ЦВСК ВМФ.

## Предварительные игры

### Группа 1
Матчи прошли в Киеве.
|                                      | 1    | 2   | 3    | 4   | 5    | 6    | И | В | Н | П | М     | О  |
| ------------------------------------ | ---- | --- | ---- | --- | ---- | ---- | - | - | - | - | ----- | -- |
| 1. «Динамо» (Москва)                 |      | 4:0 | 5:2  | 8:4 | 7:0  | 10:0 | 5 | 5 | 0 | 0 | 34:6  | 10 |
| 2. «Спартак» (Ленинград)             | 0:4  |     | 2:1  | 6:2 | 3:1  | 8:1  | 5 | 4 | 0 | 1 | 19:9  | 8  |
| 3. «Динамо» (Киев)                   | 2:5  | 1:2 |      | 4:3 | 10:1 | 11:1 | 5 | 3 | 0 | 2 | 28:12 | 6  |
| 4. «Вымпел» (Калининград Моск. обл.) | 4:8  | 2:6 | 3:4  |     | 6:2  | 9:1  | 5 | 2 | 0 | 3 | 24:21 | 4  |
| 5. «Захмет» (Ашхабад)                | 0:7  | 1:3 | 1:10 | 2:6 |      | 4:2  | 5 | 1 | 0 | 4 | 8:28  | 2  |
| 6. СКИФ (Алма-Ата)                   | 0:10 | 1:8 | 1:11 | 1:9 | 2:4  |      | 5 | 0 | 0 | 5 | 5:42  | 0  |

1-й тур. 9 марта
- «Вымпел» — «Захмет» — 6:2
- «Спартак» — «Динамо» К — 2:1
- «Динамо» М — СКИФ — 10:0

2-й тур. 10 марта
- «Спартак» — СКИФ — 8:1
- «Динамо» К — «Вымпел» — 4:3
- «Динамо» М — «Захмет» — 7:0

3-й тур. 11 марта
- «Динамо» М — «Спартак» — 4:0
- «Вымпел» — СКИФ — 9:1
- «Динамо» К — «Захмет» — 10:1

4-й тур. 12 марта
- «Динамо» М — «Динамо» К — 5:2
- «Захмет» — СКИФ — 4:2
- «Спартак» — «Вымпел» — 6:2

5-й тур. 13 марта
- «Динамо» М — «Вымпел» — 8:4
- «Динамо» К — СКИФ — 11:1
- «Спартак» — «Захмет» — 3:1

### Группа 2
Матчи прошли в Киеве.
|                            | 1    | 2   | 3    | 4   | 5    | 6    | И | В | Н | П | М     | О  |
| -------------------------- | ---- | --- | ---- | --- | ---- | ---- | - | - | - | - | ----- | -- |
| 1. ЦВСК ВМФ (Москва)       |      | 2:1 | 7:1  | 5:1 | 14:0 | 16:0 | 5 | 5 | 0 | 0 | 44:3  | 10 |
| 2. «Динамо» (Львов)        | 1:2  |     | 3:3  | 3:1 | 4:0  | 9:1  | 5 | 3 | 1 | 1 | 20:7  | 7  |
| 3. «Буревестник» (Тбилиси) | 1:7  | 3:3 |      | 4:4 | 7:1  | 10:2 | 5 | 2 | 2 | 1 | 25:17 | 6  |
| 4. СКИФ (Минск)            | 1:5  | 1:3 | 4:4  |     | 5:2  | 7:1  | 5 | 2 | 1 | 2 | 18:15 | 5  |
| 5. «Динамо» (Ташкент)      | 0:14 | 0:4 | 1:7  | 2:5 |      | 7:2  | 5 | 1 | 0 | 4 | 10:32 | 2  |
| 6. «Спартак» (Душанбе)     | 0:16 | 1:9 | 2:10 | 1:7 | 2:7  |      | 5 | 0 | 0 | 5 | 6:49  | 0  |

1-й тур. 3 марта
- ЦВСК ВМФ — «Спартак» — 16:0
- «Динамо» Лв — «Динамо» Тш — 4:0
- «Буревестник» — СКИФ — 4:4

2-й тур. 4 марта
- «Буревестник» — «Динамо» Лв — 3:3
- СКИФ — «Спартак» — 7:1
- ЦВСК ВМФ — «Динамо» Тш — 14:0

3-й тур. 5 марта
- «Буревестник» — «Динамо» Тш — 7:1
- ЦВСК ВМФ — СКИФ — 5:1
- «Динамо» Лв — «Спартак» — 9:1

4-й тур. 6 марта
- ЦВСК ВМФ — «Буревестник» — 7:1
- «Динамо» Тш — «Спартак» — 7:2
- «Динамо» Лв — СКИФ — 3:1

5-й тур. 7 марта
- ЦВСК ВМФ — «Динамо» Лв — 2:1
- «Буревестник» — «Спартак» — 10:2
- СКИФ — «Динамо» Тш — 5:2

### Группа 3
Матчи прошли в Саратове.
|                                | 1    | 2    | 3    | 4   | 5    | 6   | И | В | Н | П | М     | О  |
| ------------------------------ | ---- | ---- | ---- | --- | ---- | --- | - | - | - | - | ----- | -- |
| 1. МГУ (Москва)                |      | 4:3  | 2:1  | 9:0 | 13:0 | 9:0 | 5 | 5 | 0 | 0 | 37:4  | 10 |
| 2. «Трудовые резервы» (Москва) | 3:4  |      | 3:2  | 5:3 | 10:3 | 8:0 | 5 | 4 | 0 | 1 | 29:12 | 8  |
| 3. ККФ (Баку)                  | 1:2  | 2:3  |      | 8:1 | 10:3 | 9:0 | 5 | 3 | 0 | 2 | 30:9  | 6  |
| 4. «Трудовые резервы» (Фрунзе) | 0:9  | 3:5  | 1:8  |     | 6:5  | 3:0 | 5 | 2 | 0 | 3 | 13:27 | 4  |
| 5. «Молдова» (Кишинёв)         | 0:13 | 3:10 | 3:10 | 5:6 |      | 4:4 | 5 | 0 | 1 | 4 | 15:43 | 2  |
| 6. «Жальгирис» (Каунас)        | 0:9  | 0:8  | 0:9  | 0:3 | 4:4  |     | 5 | 0 | 1 | 4 | 4:33  | 1  |

1-й тур. 3 марта
- МГУ — «Жальгирис» — 9:0
- ККФ — «Молдова» — 10:3
- «Трудовые резервы» М — «Трудовые резервы» Фр — 5:3

2-й тур. 4 марта
- «Трудовые резервы» М — ККФ — 3:2
- «Трудовые резервы» Фр — «Жальгирис» — 3:0
- МГУ — «Молдова» — 13:0

3-й тур. 5 марта
- «Трудовые резервы» М — «Молдова» — 10:3
- МГУ — «Трудовые резервы» Фр — 9:0
- ККФ — «Жальгирис» — 9:0

4-й тур. 6 марта
- МГУ — «Трудовые резервы» М — 4:3
- «Молдова» — «Жальгирис» — 4:4
- ККФ — «Трудовые резервы» Фр — 8:1

5-й тур. 7 марта
- МГУ — ККФ — 2:1
- «Трудовые резервы» М — «Жальгирис» — 8:0
- «Трудовые резервы» Фр — «Молдова» — 6:5

### Группа 4
Матчи прошли в Саратове. Команда «Даугава» опоздала к началу соревнований по причине нелётной погоды.
|                          | 1   | 2    | 3    | 4    | 5   | 6    | И | В | Н | П | М     | О  |
| ------------------------ | --- | ---- | ---- | ---- | --- | ---- | - | - | - | - | ----- | -- |
| 1. «Динамо» (Тбилиси)    |     | 2:0  | 3:2  | 7:1  | 5:0 | +:-  | 5 | 5 | 0 | 0 | 17:3  | 10 |
| 2. «Балтика» (Ленинград) | 0:2 |      | 2:1  | 4:2  | 7:1 | 13:1 | 5 | 4 | 0 | 1 | 26:7  | 8  |
| 3. «Торпедо» (Москва)    | 2:3 | 1:2  |      | 3:1  | 4:1 | 10:1 | 5 | 3 | 0 | 2 | 20:8  | 6  |
| 4. «Динамо» (Таллин)     | 1:7 | 2:4  | 1:3  |      | 2:1 | 10:3 | 5 | 2 | 0 | 3 | 16:18 | 4  |
| 5. СКИФ (Ереван)         | 0:5 | 1:7  | 1:4  | 1:2  |     | 4:2  | 5 | 1 | 0 | 4 | 7:20  | 2  |
| 6. «Даугава» (Рига)      | -:+ | 1:13 | 1:10 | 3:10 | 2:4 |      | 5 | 0 | 0 | 5 | 7:37  | 0  |

1-й тур. 9 марта
- «Балтика» — СКИФ — 7:1
- «Торпедо» — «Динамо» Тл — 3:1
- «Динамо» Тб — «Даугава» — +:- (матч не состоялся)

2-й тур. 10 марта
- «Балтика» — «Торпедо» — 2:1
- «Динамо» Тб — СКИФ — 5:0
- «Динамо» Тл — «Даугава» — 10:3 (матч прошёл 12 марта)

3-й тур. 11 марта
- «Динамо» Тб — «Динамо» Тл — 7:1
- «Балтика» — «Даугава» — 13:1
- «Торпедо» — СКИФ — 4:1

4-й тур. 12 марта
- «Динамо» Тб — «Торпедо» — 3:2
- СКИФ — «Даугава» — 4:2
- «Балтика» — «Динамо» Тл — 4:2

5-й тур. 13 марта
- «Динамо» Тб — «Балтика» — 2:0
- «Торпедо» — «Даугава» — 10:1
- «Динамо» Тл — СКИФ — 2:1

## Финальные игры

### За 1—8-е места
Финальные игры проходили в московском бассейне ЦСКА в два круга — с 13 по 19 октября и с 25 ноября по 2 декабря. В первом круге были засчитаны результаты матчей, сыгранных командами между собой на предварительном этапе (в таблице показаны курсивом).
|                                | 1       | 2       | 3       | 4       | 5       | 6       | 7       | 8       | И  | В  | Н | П  | М     | О  |
| ------------------------------ | ------- | ------- | ------- | ------- | ------- | ------- | ------- | ------- | -- | -- | - | -- | ----- | -- |
| 1. «Динамо» (Москва)           |         | 2:1 3:0 | 1:0 5:4 | 2:1 5:3 | 4:0 4:1 | 1:0 4:2 | 3:0 3:1 | 5:2 4:0 | 14 | 14 | 0 | 0  | 46:15 | 28 |
| 2. «Динамо» (Тбилиси)          | 1:2 0:3 |         | 3:2 0:0 | 1:0 3:1 | 2:0 2:3 | 5:0 3:1 | 2:0 1:2 | 4:0 6:1 | 14 | 9  | 1 | 4  | 33:15 | 19 |
| 3. ЦВСК ВМФ (Москва)           | 0:1 4:5 | 2:3 0:0 |         | 1:1     | 3:2 1:1 | 2:1 7:0 | 3:1     | 6:0 3:3 | 14 | 6  | 5 | 3  | 36:20 | 17 |
| 4. МГУ (Москва)                | 1:2 3:5 | 0:1 1:3 | 1:1     |         | 0:0 2:2 | 2:1 3:2 | 4:2 4:1 | 4:3 3:1 | 14 | 6  | 4 | 4  | 29:25 | 16 |
| 5. «Спартак» (Ленинград)       | 0:4 1:4 | 0:2 3:2 | 2:3 1:1 | 0:0 2:2 |         | 4:3 3:3 | 2:2 3:3 | 3:2 2:2 | 14 | 3  | 7 | 4  | 26:33 | 13 |
| 6. «Динамо» (Львов)            | 0:1 2:4 | 0:5 1:3 | 1:2 0:7 | 1:2 2:3 | 3:4 3:3 |         | 3:2 2:1 | 2:2 3:1 | 14 | 3  | 2 | 9  | 23:40 | 8  |
| 7. «Балтика» (Ленинград)       | 0:3 1:3 | 0:2 2:1 | 1:3     | 2:4 1:4 | 2:2 3:3 | 2:3 1:2 |         | 3:2 1:3 | 14 | 2  | 2 | 10 | 20:38 | 6  |
| 8. «Трудовые резервы» (Москва) | 2:5 0:4 | 0:4 1:6 | 0:6 3:3 | 3:4 1:3 | 2:3 2:2 | 2:2 1:3 | 2:3 3:1 |         | 14 | 1  | 3 | 10 | 22:49 | 5  |

1-й тур. 13 октября
- «Динамо» Тб — «Трудовые резервы» — 4:0
- МГУ — «Динамо» Лв — 2:1
- ЦВСК ВМФ — «Спартак» — 3:2
- «Динамо» М — «Балтика» — 3:0

2-й тур. 14 октября
- «Балтика» — «Трудовые резервы» — 3:2[3]
- «Динамо» Тб — «Динамо» Лв — 5:0
- «Спартак» — МГУ — 0:0
- «Динамо» М — ЦВСК ВМФ — 1:0

3-й тур. 15 октября
- «Трудовые резервы» — «Динамо» Лв — 2:2
- «Динамо» Тб — «Спартак» — 2:0
- «Динамо» М — МГУ — 2:1
- ЦВСК ВМФ — «Балтика» — 3:1

4-й тур. 17 октября
- «Динамо» Лв — «Балтика» — 3:2
- «Спартак» — «Трудовые резервы» — 3:2
- «Динамо» М — «Динамо» Тб — 2:1
- МГУ — ЦВСК ВМФ — 1:1

5-й тур. 18 октября
- «Спартак» — «Динамо» Лв — 4:3
- «Динамо» М — «Трудовые резервы» — 5:2
- «Динамо» Тб — ЦВСК ВМФ — 3:2
- МГУ — «Балтика» — 4:2

6-й тур. 19 октября
- «Спартак» — «Балтика» — 2:2
- «Динамо» М — «Динамо» Лв — 1:0
- ЦВСК ВМФ — «Трудовые резервы» — 6:0
- «Динамо» Тб — МГУ — 1:0

7-й тур. 25 ноября
- «Динамо» Тб — ЦВСК ВМФ — 0:0
- «Спартак» — «Трудовые резервы» — 2:2
- МГУ — «Балтика» — 4:1
- «Динамо» М — «Динамо» Лв — 4:2

8-й тур. 26 ноября
- «Динамо» Тб — «Трудовые резервы» — 6:1
- «Динамо» Лв — «Балтика» — 2:1
- «Динамо» М — ЦВСК ВМФ — 5:4
- МГУ — «Спартак» — 2:2

9-й тур. 27 ноября
- ЦВСК ВМФ — «Трудовые резервы» — 3:3
- «Динамо» М — «Балтика» — 3:1
- «Динамо» Тб — МГУ — 3:1
- «Спартак» — «Динамо» Лв — 3:3

10-й тур. 28 ноября
- МГУ — «Трудовые резервы» — 3:1
- «Динамо» Тб — «Динамо» Лв — 3:1
- ЦВСК ВМФ — «Балтика» — 3:1
- «Динамо» М — «Спартак» — 4:1

11-й тур. 30 ноября
- «Динамо» М — МГУ — 5:3
- «Спартак» — «Динамо» Тб — 3:2
- «Трудовые резервы» — «Балтика» — 3:1
- ЦВСК ВМФ — «Динамо» Лв — 7:0

12-й тур. 1 декабря
- «Динамо» М — «Трудовые резервы» — 4:0
- «Спартак» — ЦВСК ВМФ — 1:1
- «Балтика» — «Динамо» Тб — 2:1
- МГУ — «Динамо» Лв — 3:2

13-й тур. 2 декабря
- МГУ — ЦВСК ВМФ — 1:1
- «Динамо» М — «Динамо» Тб — 3:0
- «Динамо» Лв — «Трудовые резервы» — 3:1
- «Балтика» — «Спартак» — 3:3

### За 9—16-е места
Матчи прошли в Киеве. Команды играли против тех соперников, с которыми не встречались на предварительном этапе. Курсивом в турнирной таблице даны результаты матчей предварительного этапа, пошедшие в зачёт финального.
|                                       | 9   | 10  | 11   | 12  | 13  | 14  | 15  | 16   | И | В | Н | П | М     | О  |
| ------------------------------------- | --- | --- | ---- | --- | --- | --- | --- | ---- | - | - | - | - | ----- | -- |
| 9. ККФ (Баку)                         |     | 3:1 | 3:3  | 1:1 | 5:2 | 4:1 | 7:2 | 8:1  | 7 | 5 | 2 | 0 | 31:11 | 12 |
| 10. «Торпедо» (Москва)                | 1:3 |     | 3:2  | 2:2 | 3:1 | 3:2 | 4:1 | 5:1  | 7 | 5 | 1 | 1 | 21:12 | 11 |
| 11. «Динамо» (Киев)                   | 3:3 | 2:3 |      | 4:3 | 6:3 | 4:4 | 4:1 | 10:0 | 7 | 4 | 2 | 1 | 33:17 | 10 |
| 12. «Вымпел» (Калининград Моск. обл.) | 1:1 | 2:2 | 3:4  |     | 3:1 | 2:0 | 4:5 | 2:0  | 7 | 3 | 2 | 2 | 17:13 | 8  |
| 13. «Динамо» (Таллин)                 | 2:5 | 1:3 | 3:6  | 1:3 |     | 3:3 | 1:0 | 2:1  | 7 | 2 | 1 | 4 | 13:21 | 5  |
| 14. «Буревестник» (Тбилиси)           | 1:4 | 2:3 | 4:4  | 0:2 | 3:3 |     | 4:4 | 7:1  | 7 | 1 | 3 | 3 | 21:21 | 5  |
| 15. СКИФ (Минск)                      | 2:7 | 1:4 | 1:4  | 5:4 | 0:1 | 4:4 |     | 3:0  | 7 | 2 | 1 | 4 | 16:24 | 5  |
| 16. «Трудовые резервы» (Фрунзе)       | 1:8 | 1:5 | 0:10 | 0:2 | 1:2 | 1:7 | 0:3 |      | 7 | 0 | 0 | 7 | 4:37  | 0  |

1-й тур. 13 октября
- «Вымпел» — «Буревестник» — 2:0
- «Динамо» К — «Трудовые резервы» — 10:0
- «Торпедо» — СКИФ — 4:1
- ККФ — «Динамо» Тл — 5:2

2-й тур. 14 октября
- СКИФ — «Вымпел» — 5:4
- «Буревестник» — «Трудовые резервы» — 7:1
- «Динамо» К — «Динамо» Тл — 6:3
- ККФ — «Торпедо» — 3:1

3-й тур. 15 октября
- «Вымпел» — «Трудовые резервы» — 2:0
- «Буревестник» — «Динамо» Тл — 3:3
- ККФ — СКИФ — 3:2
- «Торпедо» — «Динамо» К — 3:2

4-й тур. 17 октября
- «Вымпел» — «Динамо» Тл — 3:1
- СКИФ — «Трудовые резервы» — 3:0
- «Торпедо» — «Буревестник» — 3:2
- ККФ — «Динамо» К — 3:3

5-й тур. 18 октября
- «Торпедо» — «Вымпел» — 2:2
- «Динамо» Тл — «Трудовые резервы» — 2:1
- ККФ — «Буревестник» — 4:1
- «Динамо» К — СКИФ — 4:1

6-й тур. 19 октября
- «Вымпел» — ККФ — 1:1
- «Торпедо» — «Трудовые резервы» — 5:1
- «Динамо» Тл — СКИФ — 1:0
- «Динамо» К — «Буревестник» — 4:4

### За 17—24-е места
Матчи прошли в Саратове. Команды играли против тех соперников, с которыми не встречались на предварительном этапе. Курсивом в турнирной таблице даны результаты матчей предварительного этапа, пошедшие в зачёт финального.
|                          | 17  | 18  | 19  | 20  | 21  | 22  | 23  | 24  | И | В | Н | П | М     | О  |
| ------------------------ | --- | --- | --- | --- | --- | --- | --- | --- | - | - | - | - | ----- | -- |
| 17. СКИФ (Ереван)        |     | 3:2 | 3:2 | 3:2 | 4:1 | 4:3 | 4:2 | 4:1 | 7 | 7 | 0 | 0 | 25:13 | 14 |
| 18. «Динамо» (Ташкент)   | 2:3 |     | 7:3 | 3:0 | 7:2 | 6:4 | 8:1 | 3:1 | 7 | 6 | 0 | 1 | 36:14 | 12 |
| 19. «Захмет» (Ашхабад)   | 2:3 | 3:7 |     | 4:2 | 6:3 | 3:2 | 5:5 | 3:3 | 7 | 3 | 2 | 2 | 26:25 | 8  |
| 20. СКИФ (Алма-Ата)      | 2:3 | 0:3 | 2:4 |     | 2:0 | 1:1 | 8:2 | 5:0 | 7 | 3 | 1 | 3 | 20:13 | 7  |
| 21. «Спартак» (Душанбе)  | 1:4 | 2:7 | 3:6 | 0:2 |     | 6:3 | 4:5 | 3:2 | 7 | 2 | 0 | 5 | 19:29 | 4  |
| 22. «Молдова» (Кишинёв)  | 3:4 | 4:6 | 2:3 | 1:1 | 3:6 |     | 4:1 | 4:4 | 7 | 1 | 2 | 4 | 21:25 | 4  |
| 23. «Даугава» (Рига)     | 2:4 | 1:8 | 5:5 | 2:8 | 5:4 | 1:4 |     | 2:2 | 7 | 1 | 2 | 4 | 18:35 | 4  |
| 24. «Жальгирис» (Каунас) | 1:4 | 1:3 | 3:3 | 0:5 | 2:3 | 4:4 | 2:2 |     | 7 | 0 | 3 | 4 | 13:24 | 3  |

1-й тур. 13 октября
- «Молдова» — «Даугава» — 4:1
- «Динамо» — «Жальгирис» — 3:1
- СКИФ Ер — СКИФ А-А — 3:2
- «Захмет» — «Спартак» — 6:3

2-й тур. 14 октября
- СКИФ Ер — «Молдова» — 4:3
- «Жальгирис» — «Захмет» — 3:3
- СКИФ А-А — «Спартак» — 2:0
- «Динамо» — «Даугава» — 8:1

3-й тур. 15 октября
- СКИФ А-А — «Молдова» — 1:1
- «Даугава» — «Захмет» — 5:5
- СКИФ Ер — «Динамо» — 3:2
- «Спартак» — «Жальгирис» — 3:2

4-й тур. 16 октября
- СКИФ Ер — «Захмет» — 3:2
- СКИФ А-А — «Жальгирис» — 5:0
- «Даугава» — «Спартак» — 5:4
- «Динамо» — «Молдова» — 6:4

5-й тур. 17 октября
- «Даугава» — «Жальгирис» — 2:2
- «Динамо» — СКИФ А-А — 3:0
- «Захмет» — «Молдова» — 3:2
- СКИФ Ер — «Спартак» — 4:1

6-й тур. 18 октября
- СКИФ А-А — «Даугава» — 8:2
- СКИФ Ер — «Жальгирис» — 4:1
- «Спартак» — «Молдова» — 6:3
- «Динамо» — «Захмет» — 7:3

## Призёры
«Динамо» (Москва): Борис Гришин, Алексей Заплаткин, Анатолий Карташов, Владимир Клименко, Пётр Мшвениерадзе, Сергей Некрасов, Владимир Новиков, Владимир Ракитин, Юрий Шляпин, Анатолий Шуберт, Владимир Юрченко. Тренер — Николай Малин.
 «Динамо» (Тбилиси): Михаил Георгадзе, Лери Гоголадзе, Зураб Ломидзе, Борис Маргиев, Борис Мегедь, Отар Миминошвили, Виктор Романов, Василий Санадзе, Джумбер Циклаури, Гиви Чикваная, Ираклий Чхиквадзе. Тренер — Нодар Гвахария.
 ЦВСК ВМФ: Игорь Грабовский, Игорь Зингер, Юрий Копейкин, Алексей Куцев, Георгий Лезин, Сурен Маркаров, Евгений Орешкин, Валентин Прокопов, Владимир Сомов, Виктор Черкашин, Александр Шидловский. Тренер — Борис Гойхман.